# شلبی ماستنگ
شلبی موستانگ (Shelby Mustang) خودرویی است که از سال ۱۹۶۵ تا ۱۹۷۰ و از ۲۰۰۶ تاکنون تولید می‌شود.

## نگارخانه

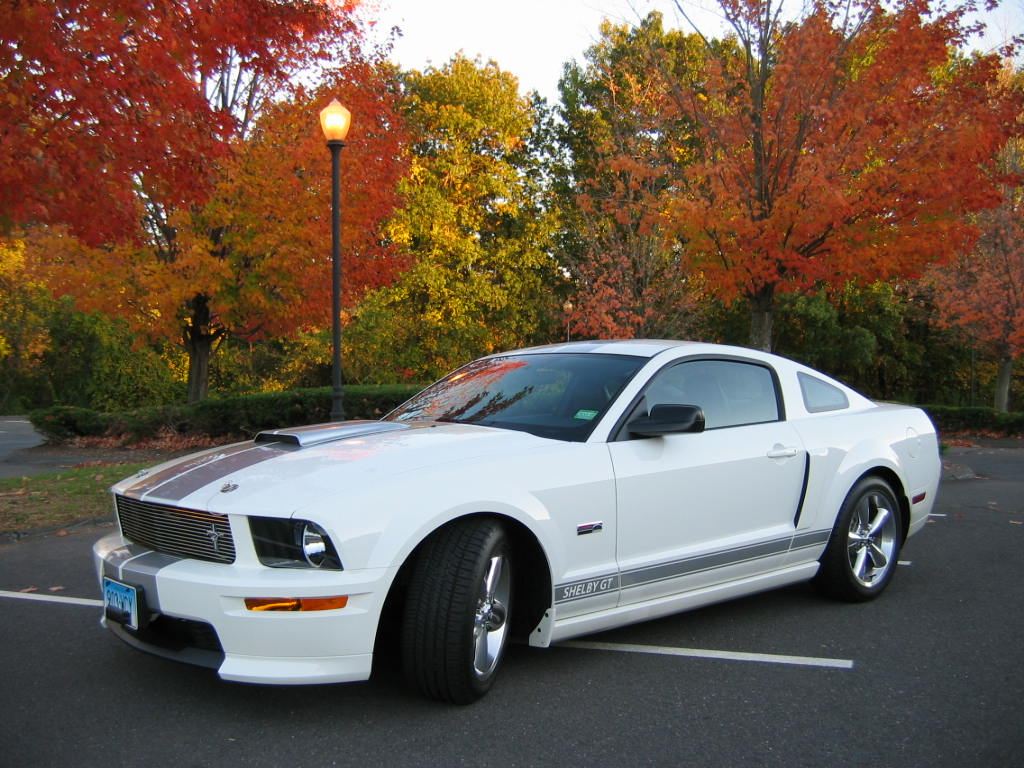
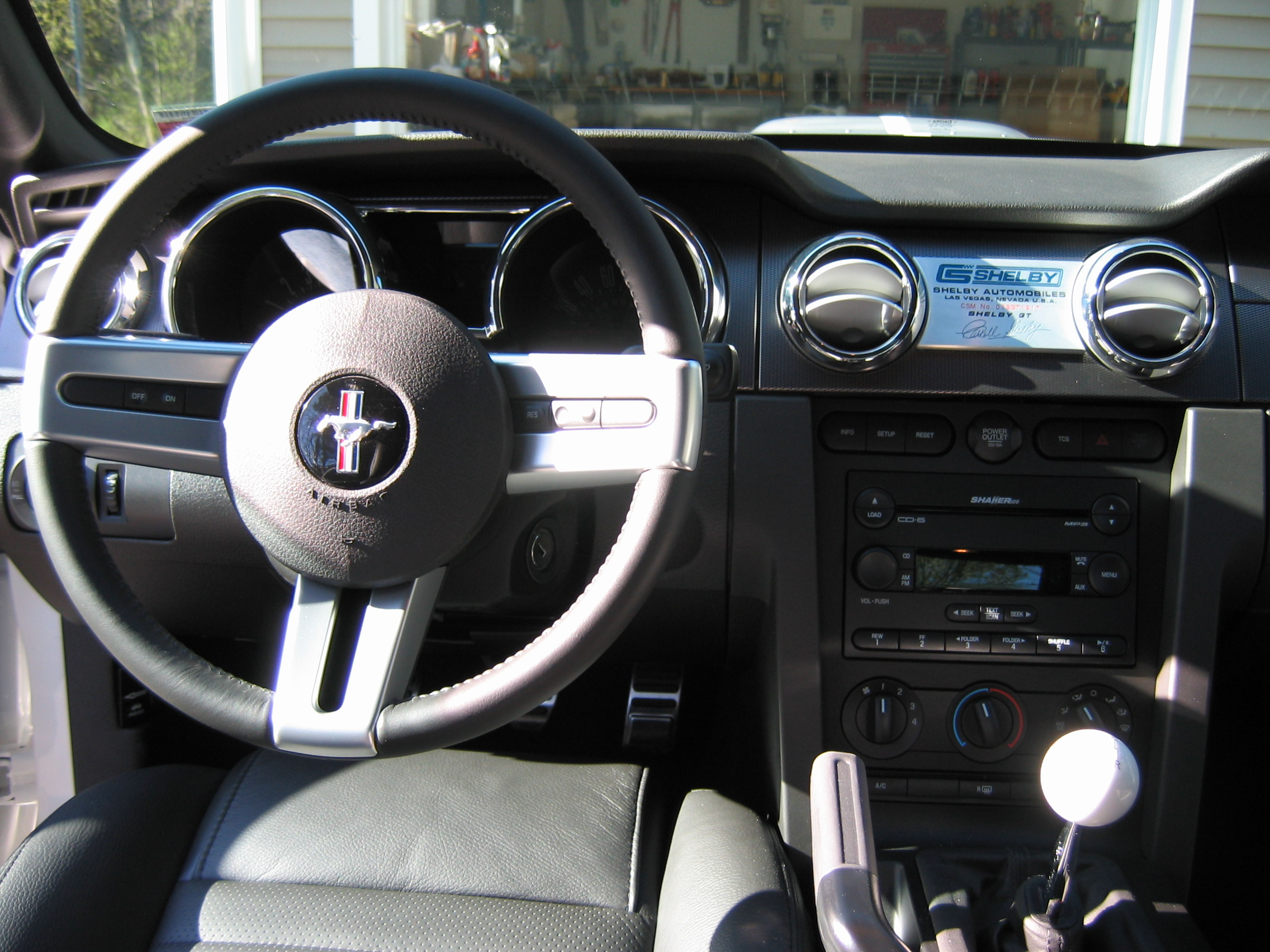
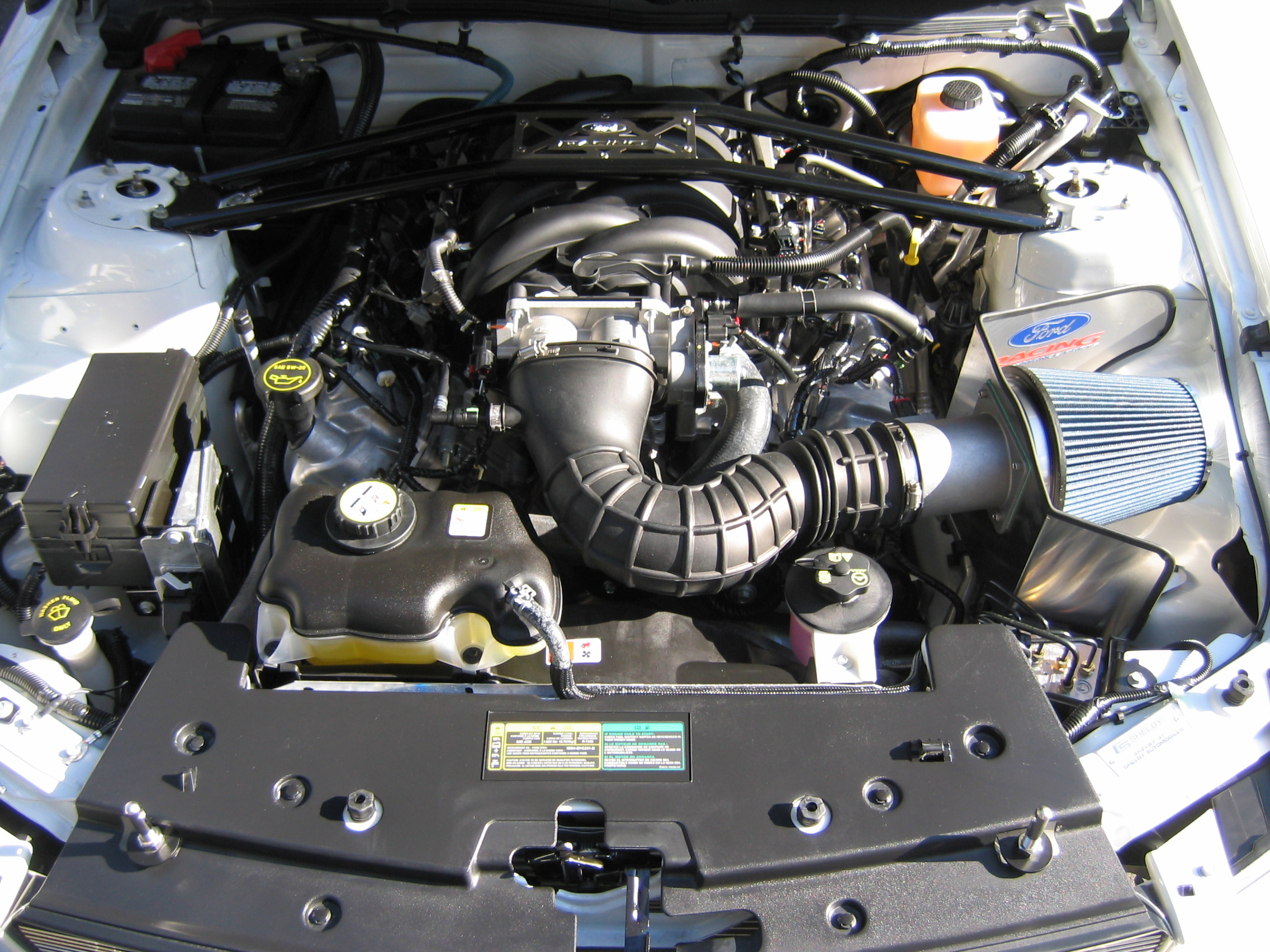